# José Luis Azuaje Ayala
José Luis Azuaje Ayala (* 6. Dezember 1957 in Valera) ist ein venezolanischer Geistlicher und römisch-katholischer Erzbischof von Maracaibo. 

## Leben
José Luis Azuaje Ayala, jüngstes von sechs Geschwistern, studierte von 1975 bis 1979 Philosophie am Seminar Santa Rosa de Lima in Caracas und Theologie an der Päpstlichen Universität Gregoriana in Rom. Er empfing am 5. Mai 1984 die Priesterweihe und war Pfarrer in Mendoza Fría und Valera, Bundesstaat Trujillo. Er war auch Diözesandirektor für Katechese und Sozialpastoral und gleichzeitig Bischofsvikar für die Pastoral im Bistum Trujillo.
Papst Johannes Paul II. ernannte ihn am 18. März 1999 zum Weihbischof in Barquisimeto und Titularbischof von Italica. Die Bischofsweihe spendete ihm der Bischof von Trujillo, Vicente Ramón Hernández Peña, am 29. Mai desselben Jahres; Mitkonsekratoren waren Tulio Manuel Chirivella Varela, Erzbischof von Barquisimeto, und Baltazar Enrique Porras Cardozo, Erzbischof von Merida.
Am 15. Juli 2006 wurde er zum Bischof von El Vigía-San Carlos del Zulia ernannt und am 23. September desselben Jahres in das Amt eingeführt.
Papst Franziskus ernannte ihn am 30. August 2013 zum Bischof von Barinas. Von 2012 bis 2018 war er stellvertretender Vorsitzender und von 2018 bis 2022 Vorsitzender der Bischofskonferenz von Venezuela. Außerdem ist er Präsident der Caritas in Lateinamerikas und der Karibik. Am 24. Mai 2018 ernannte ihn der Papst zum Erzbischof von Maracaibo. Im Mai 2023 wurde er für die Amtszeit bis 2027 zu einem der beiden Vizepräsidenten des Lateinamerikanischen Bischofsrates (CELAM) gewählt.